# Baramba

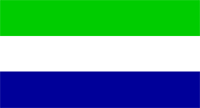
Furstendömets flagga

Baramba grundlades som furstendöme på östra delen av Indiska halvön 1305 och var sedan under en hinduisk härskare vasallstat i Brittiska Indien. Yta 368 km². Efter den indiska självständigheten 1947 inkorporerades Baramba i delstaten Orissa.